# Fibula z Værløse

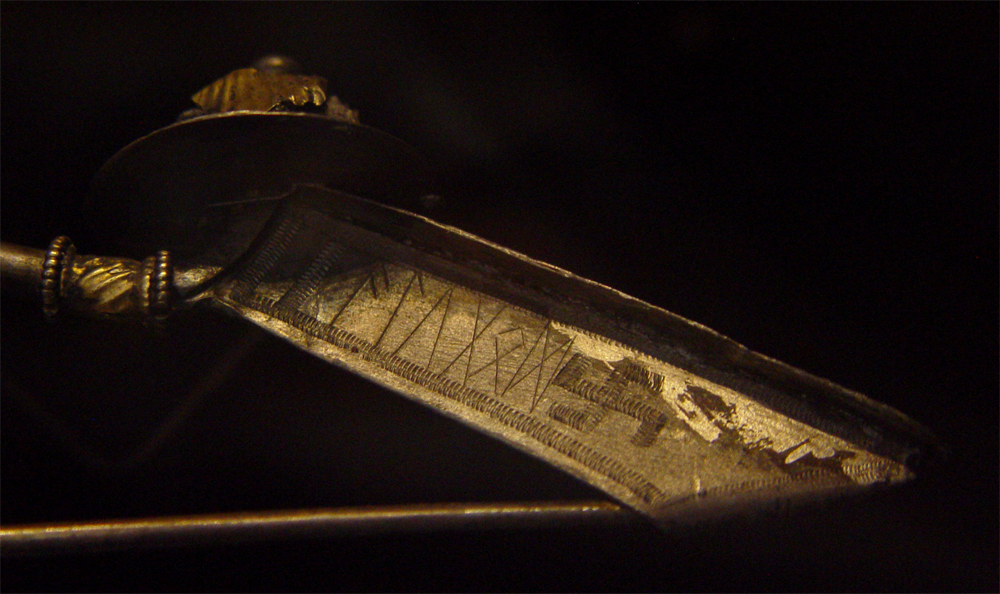
Zbliżenie inskrypcji

Fibula z Værløse (DK Sj 21) – pokryta inskrypcją runiczną srebrna fibula, datowana na III wiek.
Zabytek został odkryty przypadkowo w 1944 roku, podczas prac budowlanych na lotnisku w Værløse na północ od Kopenhagi. Złożony był w grobie dziewczyny pochowanej w wieku 15-16 lat. Obecnie znajduje się w zbiorach Muzeum Narodowego w Kopenhadze.
Wykonana ze srebra fibula ma wymiary 9,6×9×4 cm. Na jej powierzchni wyryto napis runiczny o treści alugod, będący prawdopodobnie imieniem żeńskim lub podpisem wykonawcy. Obok napisu znajduje się symbol swastyki.